# Tempel van Seti I (Abydos)

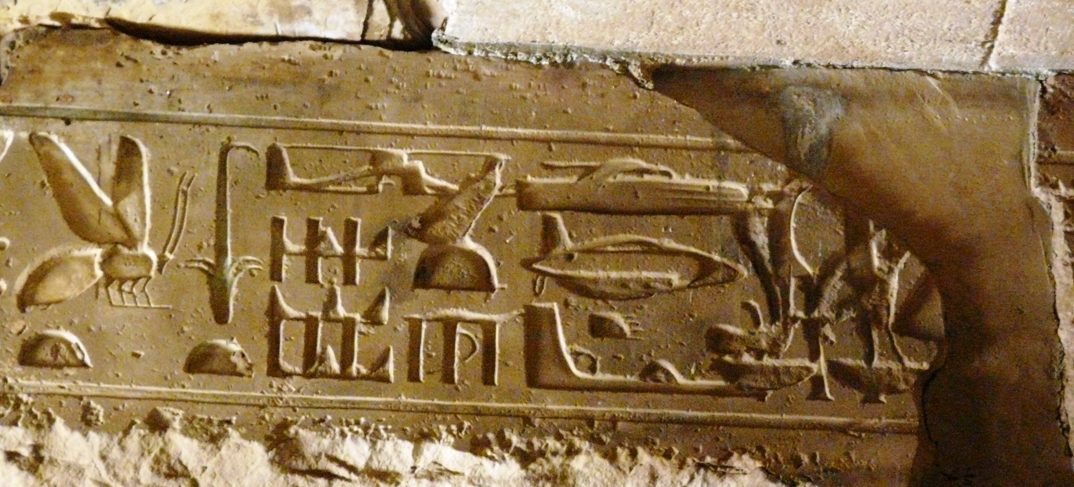
De zogenaamde 'helikopterhiëroglyfen' in de tempel van Seti, die zouden lijken op een helikopter, duikboot en zeppelin of vliegtuig, maar een palimpsest-achtig effect zouden zijn van overlappende teksten: eerdere hiëroglyfen werden met pleister opgevuld om een nieuwe tekst te vormen, maar erodeerden later deels.

De tempel van Seti I in Egypte is een van de best bewaarde monumenten uit het Oude Egypte. De tempel ligt in Abydos. Het is een Huis van Miljoenen jaren, een tempel die de cultus van de koning in stand hield.

## Geschiedenis van de tempel
De tempel is opgericht door Seti I en diende om zijn cultus in ere te houden. Alhoewel Seti I al een Huis van Miljoenen jaren had te Thebe, liet hij er nog één bouwen in Abydos. Dit was vooral omdat Abydos het centrum was voor de Osirisverering en de farao hoopte
deel te nemen aan de wederopstanding van Osiris. De tempel was niet afgeraakt onder Seti en het zullen zijn opvolgers Ramses II en Merenptah zijn die de tempel zullen afwerken.

## Architectuur
Het gehele complex was opgebouwd uit kalksteen. Het gebouw zelf was 56 bij 157 m en heeft nog steeds sporen van de kleuren die het vroeger droeg.
De tempel heeft twee terrassen met telkens een pyloon ervoor. Na de derde pyloon volgen er twee zuilenhallen. Achter deze hallen liggen verschillende kapellen die gewijd zijn aan Seti I, Ptah, Amon-Ra, Re-Harachte en dan nog drie voor de triade van Abydos: Osiris, Isis en Horus.
Er is ook nog een zuidelijke aanbouw die een kapel bevat voor Nefertem en Ptah-Sokar. Hier vinden we ook de beroemde Koningslijst van Abydos, die alle cartouches toont van de farao's Menes tot Seti I. De vrouwelijke farao's en de Amarna-periode ontbreken echter.

## Osireion

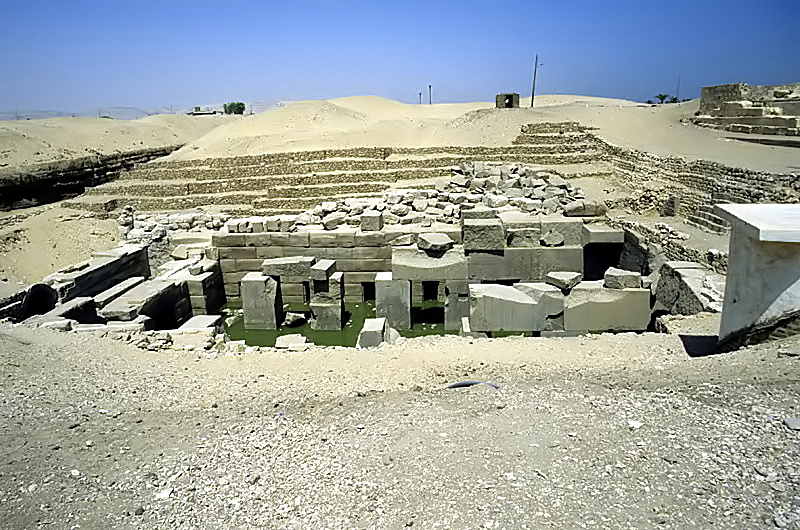
Het Osireion aan de achterzijde van de tempel van Seti I in Abydos

Het Osireion is een symbolische graftombe voor Osiris en Seti I. Deze ligt ten zuiden van de tempel en staat aanzienlijk lager op een kunstmatig eiland. Centraal staat de sarcofaag met daar omheen trappen. Het dak van de centrale kamer wordt door tien zuilen gedragen. De toegang bevond zich ten westen waar een gang van 128 meter naar de voorkamer leidde.